# هرسن (تنسی)
هرسن(به انگلیسی: Harrison) شهری در ایالت تنسی کشور ایالات متحده آمریکا است که جمعیت آن در سرشماری سال ۲۰۱۰ میلادی، ۷٬۷۶۹ نفر بوده‌است.